# Gornji Varoš
Gornji Varoš falu Horvátországban, Bród-Szávamente megyében. Közigazgatásilag Ógradiskához tartozik.

## Fekvése
Bródtól légvonalban 62, közúton 79 km-re nyugatra, Pozsegától   légvonalban 41, közúton 61 km-re délnyugatra, községközpontjától 2 km-re nyugatra, Nyugat-Szlavóniában, a Száva bal partján, a Száva egyik holtága, a Rukavac Strug mellett fekszik.

## Története
A település 1730 és 1735 között keletkezett, amikor a Száva bal partján, a mai Ógradiska helyén álló várat lebontották és a helyére hét bástyával és egy négyzetes toronnyal erősített modern erődöt építettek. Az erőd építésekor a régi Gradiska területén élt lakosságot az újonnan létesített falvakba, Donji-, Gornji- és Novi Varošba telepítették át.
Az első katonai felmérés térképén „Dorf Gorni Vaross” néven található. Lipszky János 1808-ban Budán kiadott repertóriumában „Gornyi-Varosh” néven szerepel.  
Nagy Lajos 1829-ben kiadott művében „Városch (Gorni)” néven 69 házzal, 496 katolikus vallású lakossal találjuk.  A katonai közigazgatás megszüntetése után Pozsega vármegyéhez csatolták. 
1857-ben 248, 1910-ben 509 lakosa volt. Az 1910-es népszámlálás szerint lakosságának 98%-a horvát anyanyelvű volt. Pozsega vármegye Újgradiskai járásának része volt. Az első világháború után 1918-ban az új szerb-horvát-szlovén állam, majd később (1929-ben) Jugoszlávia része lett. A település 1991-től a független Horvátországhoz tartozik. 1991-ben lakosságának 96%-a horvát nemzetiségű volt. A délszláv háború során a település már a háború elejétől fogva szerb kézen volt. 1995. május 2-án a „Bljesak-95” hadművelet második napján foglalta vissza a horvát hadsereg. 2011-ben a településnek 258 lakosa volt, akik mezőgazdasággal és állattartással foglalkoztak.

## Lakossága
| Lakosság változása | Lakosság változása | Lakosság változása | Lakosság változása | Lakosság változása | Lakosság változása | Lakosság változása | Lakosság változása | Lakosság változása | Lakosság változása | Lakosság változása | Lakosság változása | Lakosság változása | Lakosság változása | Lakosság változása | Lakosság változása |
| ------------------ | ------------------ | ------------------ | ------------------ | ------------------ | ------------------ | ------------------ | ------------------ | ------------------ | ------------------ | ------------------ | ------------------ | ------------------ | ------------------ | ------------------ | ------------------ |
| 1857               | 1869               | 1880               | 1890               | 1900               | 1910               | 1921               | 1931               | 1948               | 1953               | 1961               | 1971               | 1981               | 1991               | 2001               | 2011               |
| 587                | 735                | 767                | 860                | 916                | 974                | 814                | 760                | 744                | 735                | 627                | 535                | 410                | 395                | 293                | 258                |

## Nevezetességei
Szent Illés próféta tiszteletére szentelt római katolikus kápolnáját 1991-ben a JNA és a szerb szabadcsapatok lerombolták. A háború után a helyiek újjáépítették.